# Costarina recondita
Espèce
Synonymes
- Dysderina recondita Chickering, 1951
- Dysderina humphreyi Chickering, 1968
- Costarina humphreyi (Chickering, 1968)

Costarina recondita est une espèce d'araignées aranéomorphes de la famille des Oonopidae.

## Distribution
Cette espèce est endémique de la province de Chiriquí au Panama,.

## Description
Le mâle décrit par Platnick et Berniker en 2014 mesure 1,86 mm et la femelle 2,09 mm.

## Publication originale
- Chickering, 1951 : The Oonopidae of Panama. Bulletin of The Museum of Comparative Zoology, no 106, p. 207-245 (texte intégral).